# Gettyia
Gettyia gloriae
Genre
Espèce
Gettyia est un genre fossile d'oiseaux préhistoriques à dents de la famille des Avisauridae, qui a vécu à la fin du Crétacé supérieur en Amérique du Nord.
Une seule espèce est rattachée au genre, Gettyia gloriae. Sa description a été publiée en 2018 par Jessie Atterholt (d) et son équipe.

## Étymologie
Son nom binominal Gettyia gloriae honore deux paléontologues, Mike Getty et Gloria Siebrecht (d).

## Découverte
D'abord décrit sous le nom d'Avisaurus gloriae Varrichio et Chiappe, 1995, il a été découvert dans la partie supérieure de la formation de Two Medicine dans comté de Glacier dans le Montana aux États-Unis, un niveau stratigraphique daté du Campanien supérieur, il y a environ 75 Ma (millions d'années). 

## Description
Il a été décrit à partir d'un seul tarsométatarse, référencé MOR 553E/6.19.91.64, un os homologue du tarse (cheville) et du métatarse (pied) des mammifères, fréquemment conservé sous forme fossile chez les oiseaux. 
C'est un oiseau de taille modeste comme le montre la longueur de son tarsométatarse de 3,1 centimètres, à comparer avec les 7,4 centimètres d'Avisaurus et les 4,8 centimètres de Mirarce, les deux genres nord-américains qui lui sont proches<,. 
Cette espèce a été retirée du genre Avisaurus en 2018 et attribuée à un nouveau genre sous le taxon Gettyia gloriae.

## Classification
Jessie Atterholt (d) et son équipe érigent le genre Gettyia pour abriter l'espèce décrite sous le taxon Avisaurus gloriae en 2018.
Il rejoint dans la famille des Avisauridae : Soroavisaurus (Chiappe, 1993) ; Neuquenornis (Chiappe & Calvo, 1994) ; Intiornis (Novas, Agnolín & Scanferla, 2010) ; Mirarce Atterholt et al., 2018 et Avisaurus (Brett-Surman et Paul, 1985), ce dernier genre n’incluant plus qu'une seule espèce Avisaurus archibaldi.

### Cladogramme
L'analyse phylogénétique réalisée par les inventeurs du genre le place en groupe frère de Mirarce eatoni, et proche d'Avisaurus archibaldi, comme le montre leur cladogramme ci-dessous ; il souligne également la dichotomie entre les genres sud-américains en haut, et les nord-américains en bas :
|  | Soroavisaurus                                              |
|  |                                                            |
|  | \| \| Neuquenornis \| \| \| \| \| \| Intiornis \| \| \| \| |
|  |                                                            |
|  | Neuquenornis                                               |
|  |                                                            |
|  | Intiornis                                                  |
|  |                                                            |

|  | Neuquenornis |
|  |              |
|  | Intiornis    |
|  |              |

|  | Avisaurus                                           |
|  |                                                     |
|  | \| \| Mirarce \| \| \| \| \| \| Gettyia \| \| \| \| |
|  |                                                     |
|  | Mirarce                                             |
|  |                                                     |
|  | Gettyia                                             |
|  |                                                     |

|  | Mirarce |
|  |         |
|  | Gettyia |
|  |         |

|  | Soroavisaurus                                              |
|  |                                                            |
|  | \| \| Neuquenornis \| \| \| \| \| \| Intiornis \| \| \| \| |
|  |                                                            |
|  | Neuquenornis                                               |
|  |                                                            |
|  | Intiornis                                                  |
|  |                                                            |

|  | Neuquenornis |
|  |              |
|  | Intiornis    |
|  |              |

|  | Avisaurus                                           |
|  |                                                     |
|  | \| \| Mirarce \| \| \| \| \| \| Gettyia \| \| \| \| |
|  |                                                     |
|  | Mirarce                                             |
|  |                                                     |
|  | Gettyia                                             |
|  |                                                     |

|  | Mirarce |
|  |         |
|  | Gettyia |
|  |         |

## Publication originale
- (en) Jessie Atterholt, J. Howard Hutchison et Jingmai Kathleen O'Connor, « The most complete enantiornithine from North America and a phylogenetic analysis of the Avisauridae », PeerJ, PeerJ Publishing (d), vol. 6,‎ 2018, e5910 (ISSN 2167-8359, OCLC 793828439, PMID 30479894, PMCID 6238772, DOI 10.7717/PEERJ.5910, lire en ligne).